# Лангстън Хюз
Джеймз Мърсър Лангстън Хюз (на английски: James Mercer Langston Hughes) (1 февруари 1902 – 22 май 1967 г.) е американски поет, писател, фолклорист. Той е един от първите експериментатори с джаз поезия, предводител на Харлемския Rенесанс.

## Биография
Лангстън Хюз е роден в Джоплин, Мисури, син на учителката Керълайн (Кери) Мърсър Лангстън и Джеймз Натаниъл Хюз. Баща му напуска семейството и заминава за Куба, а после и Мексико в опит да избегне трайния расизъм в Щатите. Докато майка му търси работа, Хюз е отгледан от баба си в град Лорънс, Канзас. На 13-годишна възраст, след смъртта на баба си заживява с майка си, преди да заживее сам в последните години от средното си образование. В училище започва да пише и бързо подобрява стила си, благодарение на учителя си по английски.
На път към Мексико, където възнамерява да получи пари за висшето си образование от баща си, пише известното си стихотворение „The Negro Speaks of Rivers“. Въпреки че баща му искал Лангстън да стане инженер, няколко стихотворения на Хюз са приети от списания, което убеждава баща му в таланта му и плаща за година в Колумбийския университет.
През есента на 1921 г. Хюз започва следването си в Колумбийския университет, но само година по-късно открива Харлем. През 1925 г. поемата му „The Weary Blues“ печели наградата на Opportunity. През 1926 г. издава и първия си том с поезия, озаглавен The Weary Blues.
В поезията си Лангстън Хюз използва ритмите на афроамериканската музика – особено блус и джаз. Вторият му том с поезия „Fine Clothes to the Jew“ е издаден през 1927 г., но не е приет добре от съвременниците. По-късно бива считан за един от най-добрите томове на Лангстън Хюз.
През 30-те години на XX век Хюз публикува в New Masses – списание, свързан с комунистическата партия – и посещава СССР. Драмата му „Mulatto“ става най-дълго задържалата се постановка на Бродуей, писана от цветнокож, до 1958 г.
През 1942 г. Хюз започва да води своя колонка за афроамерикански вестник в Чикаго. През 1947 г. успява да сбъдне мечтата си и да си купи къща в Харлем.
Лангстън Хюз умира на 22 май 1967 г.

## Творчество
Поезия
- „Морен блуз“ – 1925 г.
- Негърска майка – 1931 г.
- Шекспир в Харлем – 1942 г.

Романи
- „Не без смях“ – роман – 1930 г.
- „Пътищата на белите хора“ – сборник разкази – 1934 г.

Драми
- Черно рождество – 1961 г.
- „Мулатът“ – 1935 г.
- „Императорът на Хаити“ – 1936 г.

Книги за деца
- „Първа книга за негрите“ – 1952 г.
- „Първа книга за римите“ – 1954 г.
- „Първа книга за джаза“ – 1955 г.

### Издания на български
- И аз съм Америка. София: Народна култура, 1962, 126 с.
- Симпъл разказва. Превод от английски Дешка Маргаритова. София: Профиздат, 1989, 160 с.